# Ting1

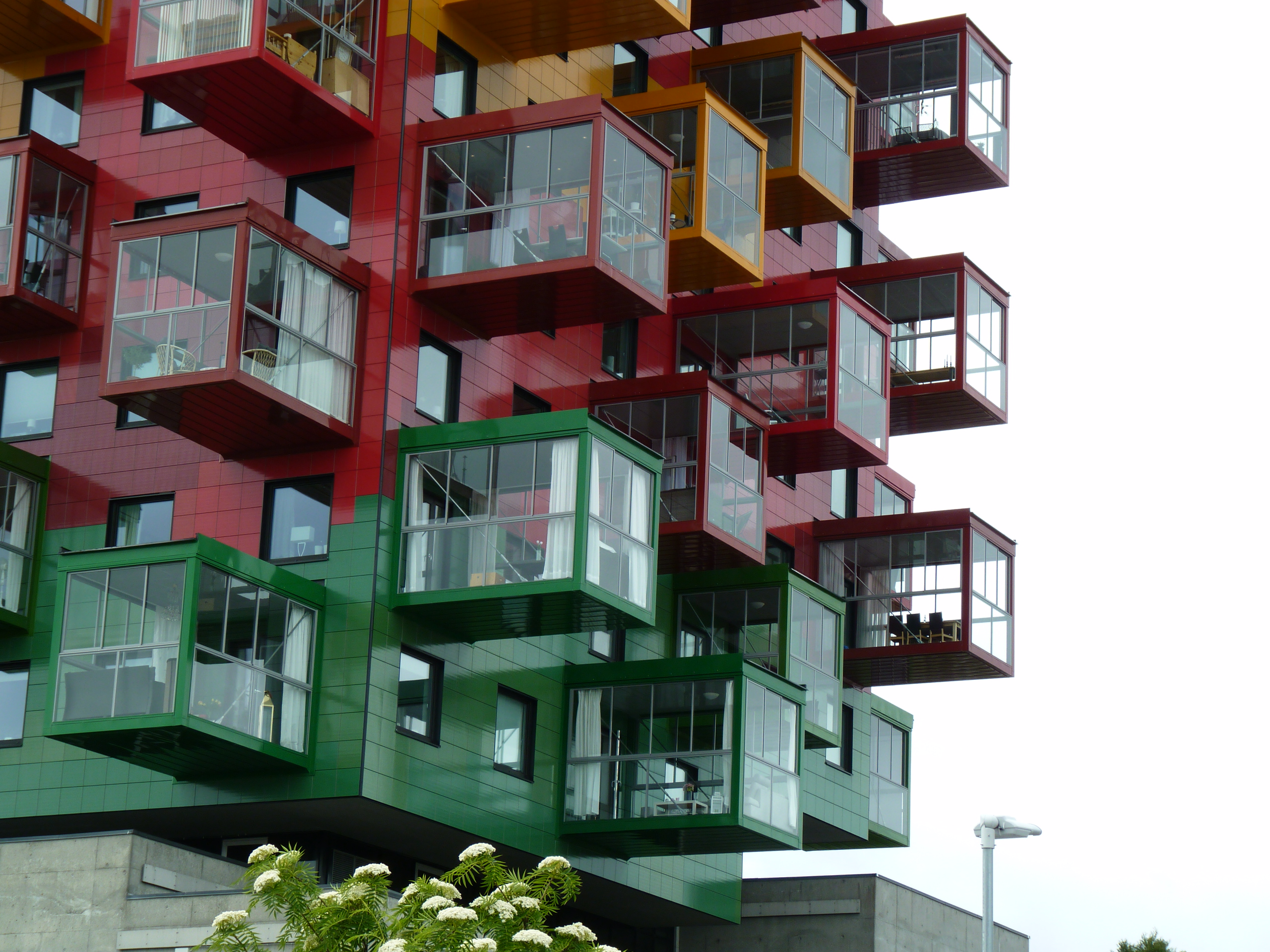
Balkonger

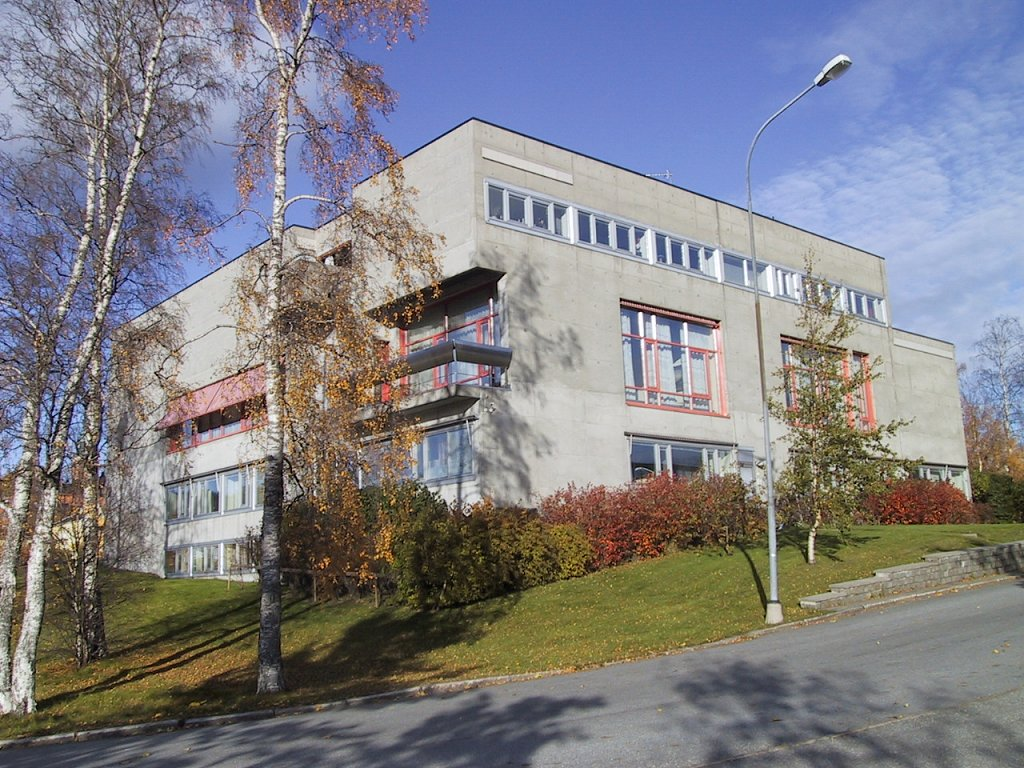
Tingshuset i Örnsköldsvik. Fotot är taget 2003, ett tiotal år före bygget av Ting1 på dess innegård

Ting1 är ett bostadshus i Örnsköldsvik, som har ritats av Gert Wingårdh och blev inflyttningsklart 2013.
Nicklas Nyberg och Torsten Kai-Larsen köpte 2010 Tingshuset i Örnsköldsvik, ett två- och trevånings kontorshus i rå betong i nybrutalistisk stil av Dick Sjöberg och Mart Uusma från 1966 i syfte att komplettera med påbyggda bostäder. Efter kontakt med Gert Wingårdh bildade dessa tre  ett fastighetsutvecklingsbolag för detta ändamål. Bostadshuset är byggt på en 8 x 8 meter betongstomme på tingshusets 12 meter x 12 meter stora innergård och ovanför tingshusets tak är det utkragat till 22 x 22 meter. Det är separat från tingshuset och de två byggnaderna har ingen fysisk kontakt. Bostadshuset är också juridiskt en egen fastighet, som registrerats under institutet tredimensionell fastighetsbildning, vilken var ett krav från stadsarkitekten.
Gert Wingårdh inspirerades av Bengt Lindströms konst. Målningen "Women’s dance" har varit utgångspunkt för en uppixling, som sedan återgivits på husfasaderna. De nedre tio våningarnas fasader är klädda med glaserad keramik och den översta våningen är klädd i målad plåt. Fasader, tak och undersidor till balkonger är alla färgsatta i Bengt Lindströms färgskala, i åtta nyanser av rött, gult och grönt. Keramikplattorna är genomgående 60 x  60 centimeter stora, och denna storlek har delvis bestämt placeringen av fönster och balkonger.
Från det kvadratiska husets fyra fasader sticker ut 78 inglasade balkonger till de 51 bostadslägenheterna.

## Konstruktion
Den ursprungliga byggnaden kunde inte bära upp tyngden av en påbyggnad. Därför bärs byggnaden upp av ett 8 meter x 8 meter brett betongtorn, som är tio meter högt över markytan, och som står i ett nedsprängt i tingshusets 12 x 12 meter stora innegård. All bärkraft sitter i denna mittpelare i byggnaden. Ting1 är fysiskt helt fristående. Huset är utkragat sju meter på varje sida från den kvadratiska mittpelaren, på tio till tolv meters höjd, alldeles ovanför tingshusets tak. 
Betongen har grövre armeringsjärn än normalt i bostadshus, och armeringen är betydligt tätare, med sammanlagt 320 ton armeringsjärn.
Balkongerna ligger som kraftigt utskjutande inglasade lådor med en liten förskjutning i sidled mellan våningsplanen. På undersidan är de klädda med färgad plåt i samma kulörer som de på intilliggande del av husväggen. Huset har ett dubbelfalsat aluminiumplåttak på 500 kvadratmeter, som  består av 30 mindre takytor med en mängd hörn och vinklar, i en gul och två röda kulörer.
Huset värms upp av fyra bergvärmeenheter på sammanlagt 220 kW, med värme tagen från 24 borrhål på vardera 250 meters djup.
Ting1 var ett av de 20 byggnader, som nominerades till Årets bygge 2014. Det fick Stora kakelpriset 2014.
Vann titeln Ångermanlands fulaste  byggnad via en omröstning 2016 i tidningen Allehanda.
Arkitekturupproret utsåg byggnaden till Sveriges fulaste nybygge 2013. 
Utsedd till Sveriges fulaste byggnad av sajten  listor.se 2017.

Huset benämns i folkmun "Legohuset".